# Collie de pelo largo
El Collie de pelo largo o Rough Collie es una raza de perro de tamaño medio a grande que en su forma original era un tipo de Collie criado en Escocia para el pastoreo.
Originario del siglo XIX, hoy en día es bien conocido a través de las obras de Albert Payson Terhune y la novela Lassie, así como por varios programas televisivos y películas.
Existe también una variedad llamada Collie de pelo corto (Smooth Collie); Algunas organizaciones de criadores como el American Kennel Club y el Canadian Kennel Club, consideran ambas variedades, variaciones de la misma raza.
Los Collies de pelo largo, generalmente tienen el manto de color arena, merlé y tricolor. Esta raza es muy similar al Perro pastor de las islas Shetland, de menor tamaño y parcialmente descendiente del Rough Collie.

## Galería
Collie de pelo largo, en Fina cafetera en Fresno (Tolima)

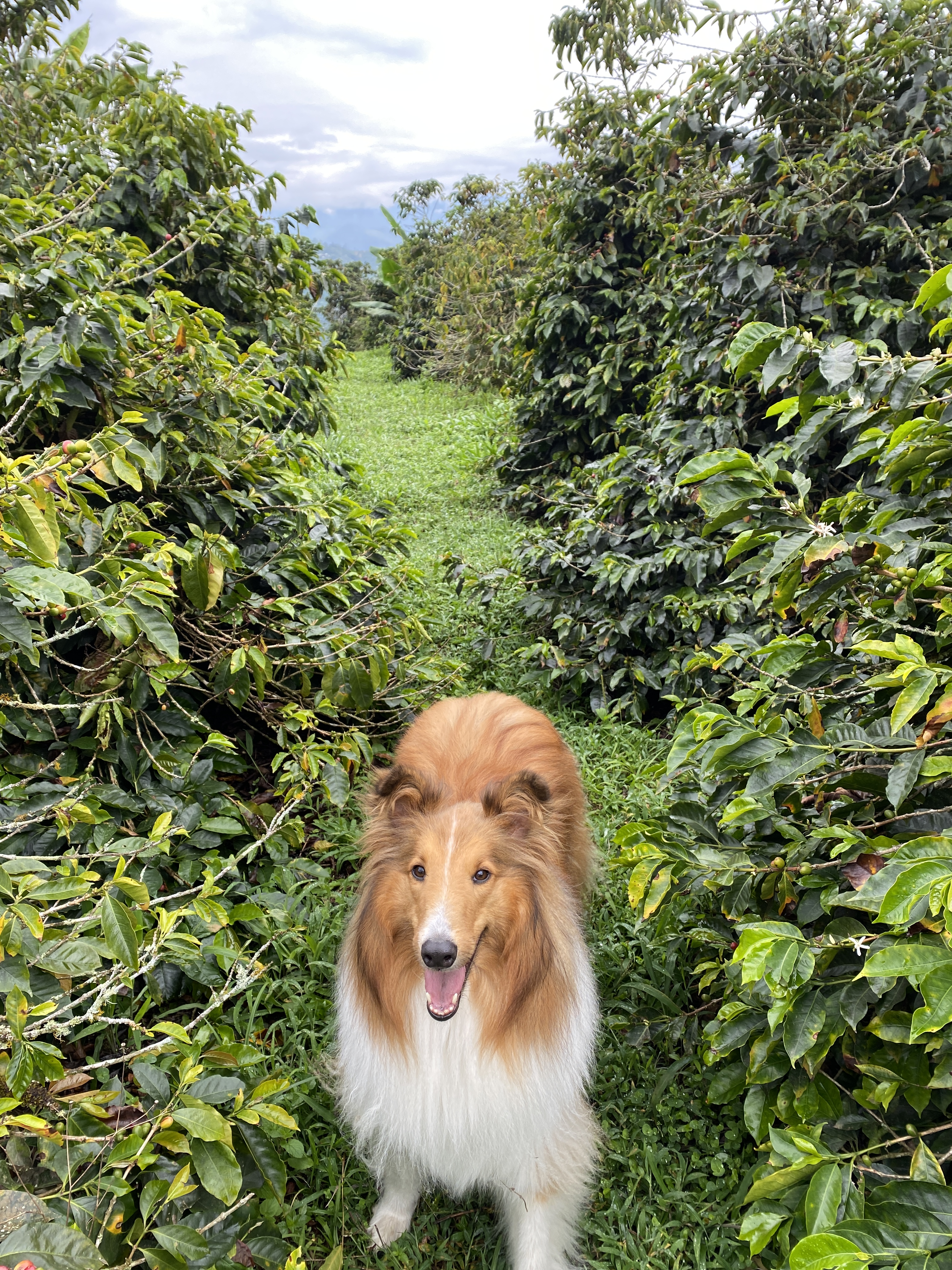
Collie de pelo largo